# Arena Roberto Durán
La Arena Roberto Durán es un coliseo deportivo localizado en Ciudad de Panamá, Panamá. Inaugurado en 1970, con una capacidad actual hasta para 12 mil personas. Inaugurado como Gimnasio Nuevo Panamá, actualmente lleva el nombre del famoso boxeador panameño Roberto "Mano de Piedra" Durán. Forma parte de la Ciudad Deportiva Irving Saladino.

## Historia
Este coliseo deportivo antiguo “Nuevo Panamá”, como se le conoció al inicio; fue construido a un costo de 2,242,730.73 dólares, para la década del 70’ donde se albergó en Panamá los XI Juegos Centroamericanos y del Caribe; su capacidad fue hecha para 10 mil personas. El costo del proyecto en el 2009 fue de $15,497,895.26 e incrementó su capacidad de 12,000 a 18,000 personas.

## Nombre
Recibe este nombre por el boxeador Roberto Durán, reconocido como el mejor peso ligero y  el más grande boxeador latino de todos los tiempos. Apodado "Mano de Piedra" o "El Cholo", hizo su debut como boxeador profesional en febrero de 1968, en la categoría gallo, 22 de sus combates los ganó en el primer asalto.

## Reinauguración
La Arena Roberto Durán fue reabierta justamente con una velada de boxeo, cuya pelea estelar fue la defensa de los títulos supergallos de la Asociación Mundial de Boxeo (AMB) y Federación Internacional de Boxeo (FIB) en poder del panameño Celestino “Pelenchín” Caballero, quien se midió al sudafricano Jeffrey Mathebula, el 30 de abril de 2009.

## Estructura
Consta de un techo colgante de metal con un cilindro de cables de acero en el centro.  Posee un diámetro de casi 100 metros con dos niveles de graderías.  El anillo central del techo fue originalmente una cúpula de plástico translúcido.

## Aspectos técnicos
El coliseo cuenta con un moderno sistema de sonido, incluyendo paneles acústicos que realzan la fidelidad del sonido. Igualmente la estructura del techo cuenta con un sistema de iluminación que brinda una excelente calidad de luz sin generar los altos niveles de calor que se producían anteriormente. El techo cuenta con un revestimiento aislante que facilitará el trabajo de las unidades de aire acondicionado. Además, con pasillos para montaje de escenarios de acuerdo al evento que se vaya a realizar.